# Erik Hayser

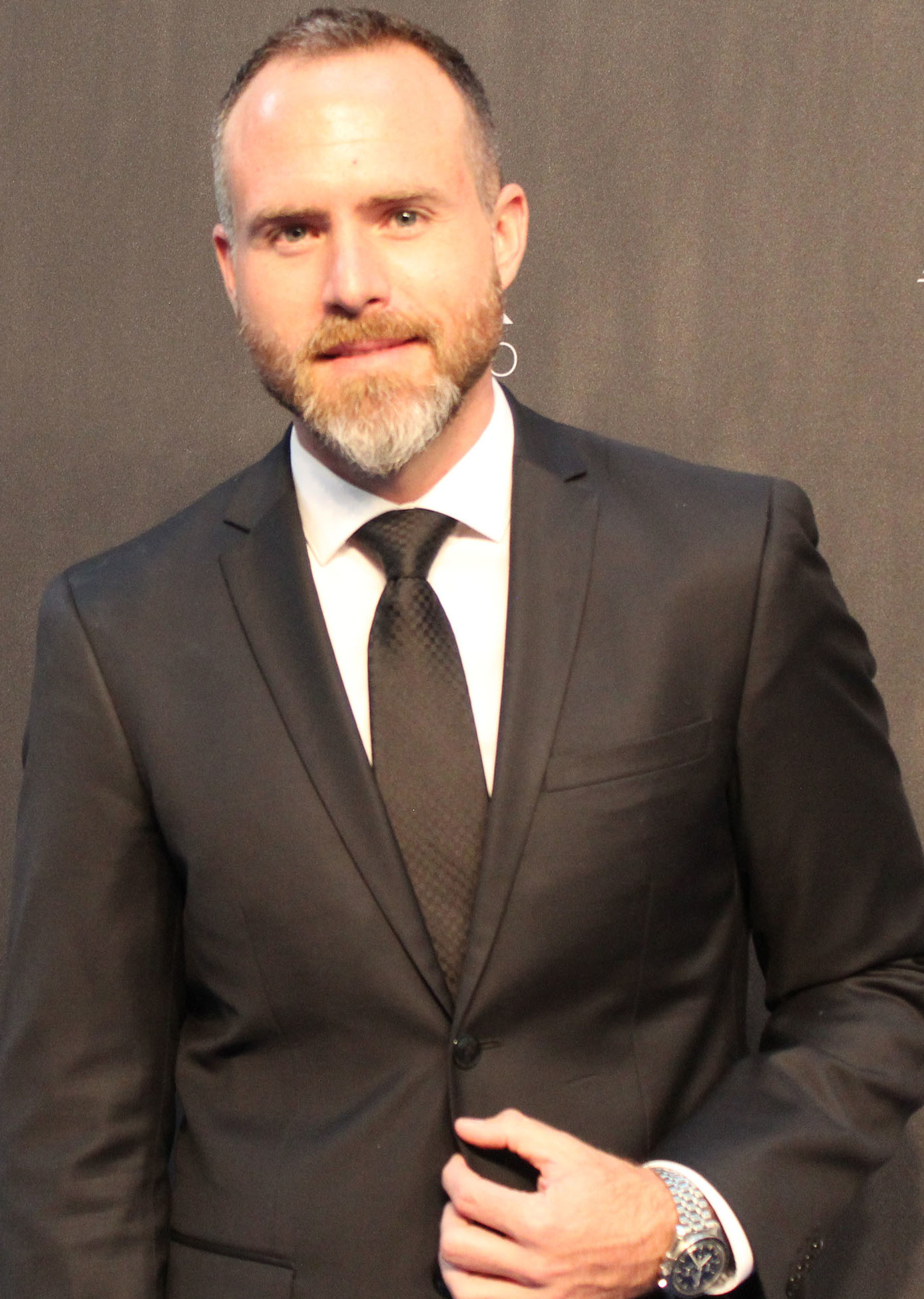
Erik Hayser im Jahr 2019

Erik Hayser (* 13. Dezember 1980 in Santiago de Querétaro) ist ein mexikanischer Fernseh- und Theaterschauspieler, der überwiegend in mexikanischen Telenovelas zu sehen ist.

## Leben und Wirken
Hayser studierte Schauspiel an der Schauspielschule Centro de Formación actoral in Mexiko-Stadt. Seine ersten Rollen spielte er in Produktionen von TV Azteca. Von 2017 bis 2018 spielte er in der für Netflix produzierten Politdramaserie Ingobernable eine Hauptrolle. Im selben Zeitraum war er in der US-amerikanischen Produktion Sense8 in einer Nebenrolle zu sehen. Von 2020 bis 2022 war er in der ebenfalls für Netflix produzierten Serie Dunkle Leidenschaft zu sehen, wo er einen Polizisten darstellt, der ein Schwager der Protagonistin ist. 
Neben seinen Fernsehauftritten ist er auch als Theaterschauspieler tätig und hat unter anderem schon in den Bühnenadaptionen der Filme The Black Dahlia und The Perfect Man auf der Bühne gestanden.
Erik Hayser ist seit 2014 mit der mexikanischen Schauspielerin Fernanda Castillo liiert. Das Paar führt eine der stabilsten Beziehungen im mexikanischen Showbiz und hat sich im Mai 2020 verlobt; sie erwarten Ende 2020 ihr erstes Kind, einen Sohn.

## Filmografie
- 2005: La vida es una canción (Fernsehserie, eine Folge)
- 2006: Ángel, las alas del amor (Fernsehserie, eine Folge)
- 2008: Cambio de vida (Fernsehserie, zwei Folgen)
- 2010: Las Aparicio (Fernsehserie, 120 Folgen)
- 2012–2013: Dulce Amargo (Fernsehserie, 118 Folgen)
- 2014–2015: Los Miserables (Fernsehserie, 120 Folgen)
- 2016–2017: La Hermandad (Fernsehserie, 16 Folgen)
- 2017–2018: Sense8 (Fernsehserie, sechs Folgen)
- 2018: Ya Veremos
- 2017–2018: Ingobernable (Fernsehserie, 20 Folgen)
- 2019: Preso No. 1 (Fernsehserie, 44 Folgen)
- 2020–2022: Dunkle Leidenschaft (Oscuro deseo, Fernsehserie, 33 Folgen)
- 2025: Unsagbare Sünden (Pecados inconfesables, Fernsehserie, 18 Folgen)

## Theatrografie
- 2007–2008: El Hombre Perfecto unter Regie von Jim Boerlin
- 2015: La Dalia Negra unter Regie von Alejandra Ballina
- 2015: 24 Hour Play unter Regie von Daniela Padilla
- 2016: Wake Up Woman unter Regie von Jorge Acebo